# Новый Завет
Но́вый заве́т (греч. Καινὴ Διαθήκη) — собрание из двадцати семи книг, представляющее собой одну из двух, наряду с Ветхим Заветом, частей христианской Библии.
Центральный раздел христианского Священного Писания. С христианской точки зрения, содержание Нового Завета является центральной фазой Божественного Откровения.
27 самостоятельных произведений Нового завета, составляют две основные группы: а) Евангелия (с греч. `благовещения`) от Матфея, от Марка, от Луки и от Иоанна, которые повествуют о жизни и учении Иисуса Христа; б) Апостоликон, или Деяния апостолов (с греч. `посланцев`), Послания апостолов (два послания Петра, три — Иоанна, одно — Иакова, одно — Иуды и 14 — Павла, включая Послание к евреям), а также Откровение (Апокалипсис) Иоанна Богослова.
Большая часть авторов Нового завета были христианами еврейского происхождения или себоменой, то есть неевреями, которые тяготели к иудаизму. По этой причине этические и религиозные концепции этих произведений сохраняют тесную связь с иудаизмом. Тексты Нового завета далеки от восприятия Иисуса Христа в полной мере в качестве Бога, они не знают сформировавшейся позднее концепции Троицы. Согласно Новому завету, Иисус есть Мессия. Он был распят и вознёсся на небо. В конце дней он вернётся на землю и воссядет на престоле правосудия одесную Бога, и тогда наступит Царствие небесное на земле. Время между распятием и вторым пришествием воспринимается как переходная эпоха, этика которой несовершенна и временна.

## Название
Название (греч. хе кайне́ диате́ке) является переводом ивритского выражения брит хадаша (Иер. 31:31: «Вот наступают дни, говорит Господь, когда Я заключу с домом Израиля и с домом Иехуды новый завет…»). Но Иеремия говорил об «обновлении» завета Бога с Иаковом-Израилем и Иудой, а не с другими народами.
В дохристианское время понятие «Новый Завет», или «Новый Союз» (в смысле союза с Богом), применительно к себе использовали члены кумранской общины. В синоптических Евангелиях это понятие «новый завет» использовал сам Христос (Мф. 26:28; Мк. 14:24; Лук. 22:20).
Христианство, начиная с автора Лк. 22:20 и Посланий Павла (например, 1Кор. 11:25; 2Кор. 3:6, 14), трактует понятие «Новый завет» как завет Бога с христианами, рассматриваемыми как «новый Израиль», и противопоставляет его еврейской Библии, в качестве старого (Ветхого) завета. В то же время «Новый завет» отсылает к стремлению основателей христианства представлять своё учение как преемника и наследника иудейской религии. По их мнению, религиозная истина в своих началах была открыта в иудаизме, но достигла своей абсолютной полноты в христианстве.
В христианском богословии термин «Новый Завет» был введён в конце II — начале III веков в трудах Климента Александрийского, Тертуллиана и Оригена.

## Авторство, источники и датировка
Произведения, включённые в корпус Нового завета, писались разными авторами и в разное время. Источниками евангельских произведений стали предания о жизни и деяниях Иисуса Христа, которые бытовали в среде его приверженцев и последователей. С этими преданиями первые христиане обращались к евреям — на арамейском языке и, возможно, также на иврите, — и к неевреям на греческом. Древнейшими письменными произведениями в составе Нового завета являются Послания Павла, имевшие хождение в общинах иудеохристиан и христиан и читавшиеся перед обращёнными в христианство язычниками.
Устные предания об Иисусе получили письменную запись в виде четырёх евангелий, трёх синоптических, которые названы так вследствие наличия параллелизмов в их изложении — от Марка, записанного, предположительно, около 66-68 годов, от Матфея, около 80-90 годов, и от Луки, около 90-100 годов, а также четвёртого, более самостоятельного, — от Иоанна, записанного около 115—125 годов. По мнению большинства учёных, авторы Евангелий достоверно не известны. Каждое из Евангелий было приписано определённому автору в начале II века.
Ириней Лионский считал, что Евангелие от Матфея и Евангелие от Марка были написаны в то время, когда апостолы Пётр и Павел проповедовали в Риме (60-е годы I века н. э.), а Евангелие от Луки немного позднее. По словам Иеронима: «Матфей… первым в Иудее для тех, кто уверовал из обрезания, составил Евангелие Христово, еврейскими буквами и словами; кто же затем перевёл его на древнегреческий, недостаточно известно» (De vuris inlustribus III).

## Язык
Языком Нового завета является разговорный (не литературный) греческий I—II века н. э. Согласно филологическому анализу, Евангелия от Марка и от Матфея, а также некоторые Послания, включая послания от Иакова от и Иуды, первоначально были написаны на арамейском языке, а по мнению некоторых исследователей — отчасти на иврите, и только затем переведены на греческий язык. На собственно греческий текст Нового завета повлиял арамейский язык, кроме того он содержит цитаты из арамейского (Мк. 5:41; 15:34; Мф. 27:46). Другой источник языкового влияния на произведения Нового завета — Септуагинта, в языке которой заметны синтаксические и лексико-понятийные структуры ивритского оригинала Танаха.

## Канонизация
Не все книги Нового завета сразу после их создания были приняты церквами и канонизированы. Вокруг ряда из них вели активные споры. Например, многие отцы Церкви отрицали, что Послание к евреям написал апостол Павел. Некоторые новозаветные произведения литературы, включая апокрифические евангелия, вначале считались каноническими, но более позднее время были исключены из канона всеми христианскими церквями или частью церквей. Апокрифы и псевдоэпиграфы, которые остались за пределами канона еврейской Библии и известны к настоящему времени в переводах на греческий, эфиопский, сирийский, армянский или славянский языки, канонизированы христианскими церквами, считавшими их связующим звеном еврейской Библией и Нового завета, целиком (апокрифы) либо частично.
Наиболее ранний известный канон Нового завета установил около 140 года Марцион, последователь Павла, отрицавший божественное происхождение и святость книг еврейской Библии. К концу II века относится Мураториев канон (по имени обнаружившего его миланского библиотекаря), включающий все ныне считающиеся каноническими произведения Нового завета, исключая несколько посланий. К началу III века был установлен канон, который отличался от нынешнего только отсутствием нескольких посланий Павла и Откровения Иоанна, канонизированных только к 600 году.

## Текстология
Количество известных рукописей Нового Завета значительно превосходит количество рукописей любого другого древнего документа (24 тысячи рукописей для Нового Завета и 643 рукописи для Илиады Гомера, следующего по количеству известных списков текста). При этом временной промежуток между написанием оригинала и датой наиболее ранней дошедшей до нас рукописи Нового Завета значительно меньше, чем этот показатель для копий произведений классических авторов (20—30 лет для Нового Завета против 1400 лет для наиболее древнего надёжного списка пьес Софокла, которые считаются дошедшими по сути в точном виде).
Наиболее древние известные сохранившиеся рукописи текстов Нового Завета датируются 70-м годом (отрывок из 26 главы Евангелия от Матфея) и 125—130 годами. Самый древний полный список Нового Завета (в Синайском кодексе) датируется IV веком.
Древние манускрипты текстов Нового Завета обычно классифицируются по четырём типам. При этом некоторые известные рукописи сочетают элементы нескольких указанных типов текста:
- Александрийский тип текста считается наилучшим и наиболее заслуживающим доверия в сохранении оригинала. К нему относятся Ватиканский кодекс 1209, Синайский кодекс, Папирус 66[англ.].
- Западный тип текста характеризуется наибольшим объёмом и склонностью к пересказу (дополнениями). К документам этого типа относят Кодекс Безы, Вашингтонский кодекс, Клермонтский кодекс.
- Кесарийский тип текста считается смесью Александрийского и Западного типов. Среди примеров подобного типа называют Кодекс Коридети.
- Византийский тип текста представляет форму большинства манускриптов. К примерам этого типа относятся Евангелия в Александрийском кодексе, Textus Receptus.

## Состав
Новый Завет состоит из двадцати семи книг, написанных на общераспространённой в постклассическую античную эпоху форме греческого языка, известной как койне, за исключением, возможно, Евангелия от Матфея, язык которого, как ранее предполагалось, был древнееврейским или арамейским (оригинал утрачен). В настоящее время большинство исследователей Нового Завета считают, что Евангелие от Матфея было написано на древнегреческом.
Книги относятся к следующим разделам:
1. Законоположительные — Евангелия от Матфея, Марка, Луки и Иоанна.
2. Историческая книга — Деяния святых апостолов.
3. Учительные книги:
  - семь соборных посланий (первое и второе послания апостола Петра, три послания апостола Иоанна, послание апостола Иакова и послание апостола Иуды);
  - четырнадцать посланий святого апостола Павла;
4. Пророческая книга — Откровение Иоанна Богослова.

В энциклопедическом словаре Брокгауза и Ефрона четыре Евангелия и книга Деяний святых апостолов объединены в раздел «Исторические книги».
| Русское название                  | Церковнославянское название   | Древнегреческое название       | Латинское название              | Сокращение        | Сокращение    |
| Русское название                  | Церковнославянское название   | Древнегреческое название       | Латинское название              | Рус.              | Лат.          |
| --------------------------------- | ----------------------------- | ------------------------------ | ------------------------------- | ----------------- | ------------- |
| Евангелие от Матфея               | Ѿ матѳе́а ст҃о́е бл҃говѣствова́нїе | Κατὰ Ματθαῖον ἄγιον Εὐαγγέλιον | Evangelium secundum Matthaeum   | Мф, Мат, Матф     | Mt, Matt      |
| Евангелие от Марка                | Ѿ ма́рка ст҃о́е бл҃говѣствова́нїе  | Κατὰ Μᾶρκον ἄγιον Εὐαγγέλιον   | Evangelium secundum Marcum      | Мк, Мар, Марк     | Mk, Mark      |
| Евангелие от Луки                 | Ѿ лꙋкѝ ст҃о́е бл҃говѣствова́нїе   | Κατὰ Λουκᾶν ἄγιον Εὐαγγέλιον   | Evangelium secundum Lucam       | Лк, Лука          | Lk, Luke      |
| Евангелие от Иоанна               | Ѿ і҆ѡа́нна ст҃о́е бл҃говѣствова́нїе | Κατὰ Ἰωάννην ἄγιον Εὐαγγέλιον  | Evangelium secundum Ioannem     | Ин, Иоан          | Jn, John      |
| Деяния святых апостолов           | Дѣѧ̑нїѧ ст҃ы́хъ а҆пⷭ҇лъ             | Πράξεις τῶν Ἀποστόλων          | Actus Apostolorum               | Деян              | Ac, Acts      |
| Послание Иакова                   | І҆а́кѡвле посла́нїе              | Ἐπιστολή Ἰακώβου               | Epistula Iacobi                 | Иак               | Jas, James    |
| 1-е послание Петра                | Петро́во посла́нїе а҃            | Πέτρου Αʹ                      | Epistula I Petri                | 1П, 1Пет, 1 Петр, | 1Pe, 1 Peter  |
| 2-е послание Петра                | Петро́во посла́нїе в҃            | Πέτρου Βʹ                      | Epistula II Petri               | 2П, 2Пет, 2 Петр  | 2Pe, 2 Peter  |
| 1-е послание Иоанна               | І҆ѡа́нново посла́нїе а҃           | Ἰωάννου Αʹ                     | Epistula I Ioannis              | 1Ин, 1 Иоан       | 1Jn, 1 John   |
| 2-е послание Иоанна               | І҆ѡа́нново посла́нїе в҃           | Ἰωάννου Βʹ                     | Epistula II Ioannis             | 2Ин, 2 Иоан       | 2Jn, 2 John   |
| 3-е послание Иоанна               | І҆ѡа́нново посла́нїе г҃           | Ἰωάννου Γʹ                     | Epistula III Ioannis            | 3Ин, 3 Иоан       | 3Jn, 3 John   |
| Послание Иуды                     | І҆ꙋ́дино посла́нїе               | Ἐπιστολή Ἰούδα                 | Epistula Iudae                  | Иуд, Иуда         | Jude          |
| Послание к Римлянам               | Къ ри́млѧнѡмъ посла́нїе         | Πρὸς Ῥωμαίους                  | Epistula ad Romanos             | Рим               | Ro, Rom       |
| 1-е к Коринфянам                  | Къ корі́нѳѧнѡмъ посла́нїе а҃     | Πρὸς Κορινθίους Αʹ             | Epistula I ad Corinthios        | 1Кор              | 1Co, 1 Cor    |
| 2-е к Коринфянам                  | Къ корі́нѳѧнѡмъ посла́нїе в҃     | Πρὸς Κορινθίους Βʹ             | Epistula II ad Corinthios       | 2Кор              | 2Co, 2 Cor    |
| Послание к Галатам                | Къ гала́тѡмъ посла́нїе          | Πρὸς Γαλάτας                   | Epistula ad Galatas             | Гал, Галл         | Gal           |
| Послание к Ефесянам               | Ко є҆фесе́ємъ посла́нїе          | Πρὸς Ἐφεσίους                  | Epistula ad Ephesios            | Еф                | Eph           |
| Послание к Филиппийцам            | Къ фїлїпписі́ємъ посла́нїе      | Πρὸς Φιλιππησίους              | Epistula ad Philippenses        | Флп, Филипп       | Php, Phil     |
| Послание к Колоссянам             | Къ колосса́ємъ посла́нїе        | Πρὸς Κολοσσαεῖς                | Epistula ad Colossenses         | Кол               | Col           |
| 1-е к Фессалоникийцам             | Къ солꙋ́нѧнѡмъ посла́нїе а҃      | Πρὸς Θεσσαλονικεῖς Αʹ          | Epistula I ad Thessalonicenses  | 1Фес, 1Сол        | 1Th, 1 Thess  |
| Второе послание к Фессалоникийцам | Къ солꙋ́нѧнѡмъ посла́нїе в҃      | Πρὸς Θεσσαλονικεῖς Βʹ          | Epistula II ad Thessalonicenses | 2Фес, 2Сол        | 2Th, 2 Thess  |
| Первое послание к Тимофею         | Къ Тїмоѳе́ю посла́нїе а҃         | Πρὸς Τιμόθεον Αʹ               | Epistula I ad Timotheum         | 1Тим              | 1Ti, 1 Tim    |
| Второе послание к Тимофею         | Къ Тїмоѳе́ю посла́нїе в҃         | Πρὸς Τιμόθεον Βʹ               | Epistula II ad Timotheum        | 2Тим              | 2Ti, 2 Tim    |
| Послание к Титу                   | Къ Ті́тꙋ посла́нїе              | Πρὸς Τίτον                     | Epistula ad Titum               | Тит               | Tit, Titus    |
| Послание к Филимону               | Къ Фїлимо́нꙋ посла́нїе          | Πρὸς Φιλήμονα                  | Epistula ad Philemonem          | Флм, Фил          | Phm, Philem   |
| Послание Павла к Евреям           | Посла́нїе ко є҆вре́ємъ           | Πρὸς Ἑβραίους                  | Epistula ad Hebraeos            | Евр               | Heb           |
| Откровение Иоанна Богослова       | А҆пока́лѷѱїсъ                   | Ἀποκάλυψις Ἰωάννου             | Apocalypsis Ioannis             | От, Откр, Апок    | Ap, Apoc, Rev |

## Изучение
- Текстология Нового Завета разрабатывает теории происхождения и развития новозаветного текста
- Экзегетика или экзегеза
- Герменевтика

## Тексты и переводы
- Новый Завет на языке оригинала (др.-греч.)
- Подстрочный перевод Септуагинты и Нового Завета на русский язык. Проект Алексея Винокурова
- Господа нашего Іисуса Христа Новый Завѣтъ на славянскомъ и рускомъ языкѣ (издание 1822 года, изданное Российским библейским обществом).
- Современный академический перевод Нового Завета Российского библейского общества (РБО)
- Перевод епископа Кассиана, доступный текст
- Перевод Института перевода Библии в Заокском (под редакцией М. П. Кулакова)
- Восстановительный перевод Нового Завета
- Еврейский Новый Завет в переводе Давида Стерна; Давид Стерн. Комментарий к Еврейскому Новому Завету, Еврейский Новый Завет / Пер. с англ. А. В. и В. В. Долбиных, издательская группа «Шамаш»; комментарий к Еврейскому Новому Завету — перевод В. В. Долбина, А. В. Долбина — М.: Силоам, 2004. — 1156 с. — (Золотая Библиотечка русской религиозной поэзии). — 5000 экз. — ISBN 5-98822-001-0.
- Перевод Нового Завета на иврит, выполненный Францем Деличем.